# Ercheia scotobathra
Ercheia scotobathra là một loài bướm đêm trong họ Noctuidae.